# Scottish FA Cup 1965/66
Der Scottish FA Cup wurde 1965/66 zum 81. Mal ausgespielt. Der wichtigste Fußball-Pokalwettbewerb im schottischen Vereinsfußball wurde vom Schottischen Fußballverband geleitet und ausgetragen. Er begann am 8. Januar 1966 und endete mit dem Wiederholungsfinale am 27. April 1966 im Hampden Park von Glasgow. Als Titelverteidiger startete Celtic Glasgow in den Wettbewerb, das sich im Jahr zuvor gegen Dunfermline Athletic durchgesetzt hatte. Im diesjährigen Endspiel um den Schottischen Pokal standen sich Celtic und die Rangers im Old Firm gegenüber. Die Rangers gewannen dabei nach einem Torlosen Remis im ersten Spiel das zweite Finalspiel mit 1:0 durch einen Treffer des Dänen Kai Johansen. Es war der insgesamt 19. Titel für die Rangers in der Vereinsgeschichte seit deren ersten im Jahr 1894. Nachdem Celtic von 1925 bis 1962 alleiniger Rekordsieger des Wettbewerbs war, holten die Rangers 1963 Celtic wieder ein. Nach dem diesjährigen Triumph waren die Rangers wieder Rekordsieger. Es war das insgesamt 7. Finalderby der beiden Vereine seit den vorangegangenen Endspielen in den Jahren 1894, 1899, 1904, 1909, 1928 und 1963. Celtic verlor damit weiterhin seit dem Jahr 1904 alle Endspiele wenn sie auf den Erzrivalen trafen. Die Rangers blieben weiterhin seit 1929 (damals eine Finalniederlage gegen den FC Kilmarnock) in schottischen Pokalendspielen ungeschlagen. Celtic war nur drei Tage vor dem ersten Finalspiel im Halbfinale des Europapokal der Pokalsieger gegen den FC Liverpool ausgeschieden. Trotz einer Zuschauerzahl von 126.599 wurden die Rekordbesuche des Hampden Park aus dem Jahr 1937 von 149.415 und 146.433 nicht erreicht. In der Saison 1965/66 wurde Celtic vor den Rangers zum 21. Mal schottischer Meister. Im Finale des Ligapokals standen sich beide Vereine aus Glasgow ebenfalls gegenüber, dabei konnte Celtic dieses mit 2:1 für sich entscheiden. Als Meister nahm Celtic in der folgenden Saison am Wettbewerb des Europapokal der Landesmeister teil und erreichte dabei das Finale das die Lisbon Lions gegen Inter Mailand mit 2:1 gewannen. Das Jahr 1967 gilt in der Vereinsgeschichte von Celtic als Annus mirabilis. Als Pokalsieger nahmen die Rangers am Wettbewerb des Europapokal der Pokalsieger teil und erreichten dabei das Finale das gegen den FC Bayern München mit 0:1 durch ein Tor von Bulle Roth nach Verlängerung verloren wurde.

## 1. Runde
Ausgetragen wurden die Begegnungen am 8. Januar 1966. Die Wiederholungsspiele fanden am 12. Januar 1966 statt.
|                       | Ergebnis |                         |
| --------------------- | -------- | ----------------------- |
| Berwick Rangers       | 1:0      | FC Stenhousemuir        |
| FC Dumbarton          | 2:2      | Peebles Rovers          |
| Forfar Athletic       | 1:1      | Brechin City            |
| Gala Fairydean Rovers | 6:1      | FC Selkirk              |
| Raith Rovers          | 1:0      | FC Inverness Caledonian |

### Wiederholungsspiele
|                | Ergebnis  |                 |
| -------------- | --------- | --------------- |
| Brechin City   | 1:3       | Forfar Athletic |
| Peebles Rovers | 2:3 n. V. | FC Dumbarton    |

## 2. Runde
Ausgetragen wurden die Begegnungen am 22. Januar 1966. Die Wiederholungsspiele fanden am 26. und 31. Januar 1966 statt. 
|                       | Ergebnis |                 |
| --------------------- | -------- | --------------- |
| FC Arbroath           | 2:2      | FC Cowdenbeath  |
| Ayr United            | 1:0      | FC Fraserburgh  |
| Berwick Rangers       | 0:0      | Albion Rovers   |
| FC East Fife          | 1:0      | Elgin City      |
| Gala Fairydean Rovers | 4:5      | FC Montrose     |
| University of Glasgow | 1:2      | FC Dumbarton    |
| Raith Rovers          | 0:1      | Alloa Athletic  |
| Ross County           | 4:3      | Forfar Athletic |

### Wiederholungsspiele
|                | Ergebnis |                 |
| -------------- | -------- | --------------- |
| Albion Rovers  | 3:0      | Berwick Rangers |
| FC Cowdenbeath | 1:1      | FC Arbroath     |

### 2. Wiederholungsspiel
|             | Ergebnis      |                |
| ----------- | ------------- | -------------- |
| FC Arbroath | * 2:3 n. V. * | FC Cowdenbeath |

## 3. Runde
Ausgetragen wurden die Begegnungen zwischen dem 5. und 10. Februar 1966. Die Wiederholungsspiele fanden am 9./14. und 16. Februar 1966 statt.
|                       | Ergebnis |                  |
| --------------------- | -------- | ---------------- |
| Ayr United            | 1:1      | FC St. Johnstone |
| Celtic Glasgow        | 4:0      | FC Stranraer     |
| Dunfermline Athletic  | 3:1      | Partick Thistle  |
| Hamilton Academical   | 1:3      | FC Aberdeen      |
| Hibernian Edinburgh   | 4:3      | Third Lanark     |
| Greenock Morton       | 1:1      | FC Kilmarnock    |
| Queen of the South    | 3:0      | Albion Rovers    |
| Glasgow Rangers       | 5:1      | Airdrieonians FC |
| Stirling Albion       | 3:1      | FC Queen’s Park  |
| Dundee United         | 0:0      | FC Falkirk       |
| FC Cowdenbeath        | 1:0      | FC St. Mirren    |
| FC Dumbarton          | 2:1      | FC Montrose      |
| FC Dundee             | 9:1      | FC East Fife     |
| FC East Stirlingshire | 0:0      | FC Motherwell    |
| Heart of Midlothian   | 2:1      | FC Clyde         |
| Alloa Athletic        | 3:5      | Ross County      |

### Wiederholungsspiele
|                  | Ergebnis  |                    |
| ---------------- | --------- | ------------------ |
| FC Kilmarnock    | 3:0       | Greenock Morton    |
| FC Motherwell    | 4:1       | East Stirlingshire |
| FC St. Johnstone | 1:0       | Ayr United         |
| FC Falkirk       | 1:2 n. V. | Dundee United      |

## Achtelfinale
Ausgetragen wurden die Begegnungen zwischen dem 21. und 28. Februar 1966. Die Wiederholungsspiele fanden am 28. Februar und 1. März 1966 statt.
|                     | Ergebnis |                      |
| ------------------- | -------- | -------------------- |
| Heart of Midlothian | 2:1      | Hibernian Edinburgh  |
| FC Kilmarnock       | 5:0      | FC Motherwell        |
| FC Aberdeen         | 5:0      | Dundee United        |
| FC Dumbarton        | 1:0      | Queen of the South   |
| FC Dundee           | 0:2      | Celtic Glasgow       |
| Stirling Albion     | 0:0      | Dunfermline Athletic |
| FC Cowdenbeath      | 0:0      | FC St. Johnstone     |
| Ross County         | 0:2      | Glasgow Rangers      |

### Wiederholungsspiele
|                      | Ergebnis |                 |
| -------------------- | -------- | --------------- |
| Dunfermline Athletic | 4:1      | Stirling Albion |
| FC St. Johnstone     | 3:0      | FC Cowdenbeath  |

## Viertelfinale
Ausgetragen wurden die Begegnungen am 5. März 1966. Das Wiederholungsspiel fand am 9. März 1966 statt.
|                      | Ergebnis |                     |
| -------------------- | -------- | ------------------- |
| Celtic Glasgow       | 3:3      | Heart of Midlothian |
| FC Dumbarton         | 0:3      | FC Aberdeen         |
| Dunfermline Athletic | 2:1      | FC Kilmarnock       |
| Glasgow Rangers      | 1:0      | FC St. Johnstone    |

### Wiederholungsspiel
|                     | Ergebnis |                |
| ------------------- | -------- | -------------- |
| Heart of Midlothian | 1:3      | Celtic Glasgow |

## Halbfinale
Ausgetragen wurden die Begegnungen am 26. März 1966. Das Wiederholungsspiel fand am 29. März 1966 statt.
|                | Ergebnis  |                      |
| -------------- | --------- | -------------------- |
| FC Aberdeen    | *0:0 *    | Glasgow Rangers      |
| Celtic Glasgow | ** 2:0 ** | Dunfermline Athletic |

### Wiederholungsspiel
|                 | Ergebnis |             |
| --------------- | -------- | ----------- |
| Glasgow Rangers | * 2:1 *  | FC Aberdeen |

## Finale
| Glasgow Rangers                                             | Glasgow Rangers | Celtic Glasgow | Celtic Glasgow |
| ----------------------------------------------------------- | --- | --- | -------------- |
| Glasgow Rangers                                             | \| Finale \| \| 23. April 1966 um 15:00 Uhr (BST) in Glasgow (Hampden Park) \| \| Ergebnis: 0:0 \| \| Zuschauer: 126.599 \| \| Schiedsrichter: Tiny Wharton \| \| Spielbericht \|           | \| Finale \| \| 23. April 1966 um 15:00 Uhr (BST) in Glasgow (Hampden Park) \| \| Ergebnis: 0:0 \| \| Zuschauer: 126.599 \| \| Schiedsrichter: Tiny Wharton \| \| Spielbericht \|            | Celtic Glasgow |
| Glasgow Rangers                                             | Billy Ritchie – Kai Johansen, David Provan, John Greig, Ronnie McKinnon – Jimmy Millar, Willie Henderson, Bobby Watson, Jim Forrest – Willie Johnston, Davie Wilson Cheftrainer: Scot Symon | Ronnie Simpson – Ian Young, Tommy Gemmell, Bobby Murdoch, Billy McNeill – John Clark, Jimmy Johnstone, John Hughes, Charlie Gallagher – Joe McBride, Stevie Chalmers Cheftrainer: Jock Stein | Celtic Glasgow |
| Finale                                                      | | |                |
| 23. April 1966 um 15:00 Uhr (BST) in Glasgow (Hampden Park) | | |                |
| Ergebnis: 0:0                                               | | |                |
| Zuschauer: 126.599                                          | | |                |
| Schiedsrichter: Tiny Wharton                                | | |                |
| Spielbericht                                                | | |                |

## Wiederholungsfinale
| Glasgow Rangers                                             | Glasgow Rangers | Celtic Glasgow | Celtic Glasgow |
| ----------------------------------------------------------- | --- | --- | -------------- |
| Glasgow Rangers                                             | \| Finale \| \| 27. April 1966 um 19:30 Uhr (BST) in Glasgow (Hampden Park) \| \| Ergebnis: 1:0 (0:0) \| \| Zuschauer: 96.862 \| \| Schiedsrichter: Tiny Wharton \| \| Spielbericht \|        | \| Finale \| \| 27. April 1966 um 19:30 Uhr (BST) in Glasgow (Hampden Park) \| \| Ergebnis: 1:0 (0:0) \| \| Zuschauer: 96.862 \| \| Schiedsrichter: Tiny Wharton \| \| Spielbericht \| | Celtic Glasgow |
| Glasgow Rangers                                             | Billy Ritchie – Kai Johansen, David Provan, John Greig, Ronnie McKinnon – Jimmy Millar, Willie Henderson, Bobby Watson, George McLean – Willie Johnston, Davie Wilson Cheftrainer: Scot Symon | Ronnie Simpson – Jim Craig, Tommy Gemmell, Bobby Murdoch, Billy McNeill – John Clark, Jimmy Johnstone, John Hughes, Bertie Auld – Joe McBride, Stevie Chalmers Cheftrainer: Jock Stein | Celtic Glasgow |
| Glasgow Rangers                                             | 1:0 Kai Johansen (70.) | | Celtic Glasgow |
| Finale                                                      | | |                |
| 27. April 1966 um 19:30 Uhr (BST) in Glasgow (Hampden Park) | | |                |
| Ergebnis: 1:0 (0:0)                                         | | |                |
| Zuschauer: 96.862                                           | | |                |
| Schiedsrichter: Tiny Wharton                                | | |                |
| Spielbericht                                                | | |                |